# Slovenský reklamní klub
Slovenský reklamní klub byl samostatnou slovenskou organizací, která se po druhé světové válce odštěpila od československého Reklubu.

## Vznik sdružení
Ustavující schůze se konala 14. února 1946 ve společenské místnosti restaurace Leier - Měšťanský pivovar na Rybném náměstí v Bratislavě od 19 hodin. Zakládající členové řešili, jestli má Slovenský reklamní klub vzniknout jako samostatná instituce, nebo má být součástí Reklamního klubu československého. Převážil názor, aby vznikl samostatně. Stejně jako československý klub zanikl i ten slovenský v roce 1949.

## Činnost klubu
Vzhledem ke krátké době existence toho samostatný slovenský Reklub mnoho nestihl. V říjnu 1946 na mimořádné valné hromadě ustavil tři sekce: dámskou a módní, aranžérskou a tvůrčí.
Ve dnech 21.–24. října 1946 uspořádal kurz Umění, jak jednat s lidmi ve velkém sále Grémia bratislavského obchodníctva na Gorkého ulici, v rámci kterého vystoupili slovenští a čeští odborníci:
21. 10. veselý večer
- Jak zacházet s cizinci (Jozef Podolay, ředitel Ředitelství pro cestovní ruch)
- Jak zacházet s mladými a se ženami (Jiří Solar, průkopník československého Reklubu)

22. 10. vážný večer
- Psychologie lidských styků (univerzitní profesor Anton Jurovský, přednosta Státního psychotechnického ústavu)
- Všechno závisí na lidech (dr. Jan Brabec, zakladatel a redaktor časopisu Typ)

23. 10. výchovný večer
- Jak vycházet s rodiči (Ivan Pikala, Státní psychotechnický ústav)
- Jak se stát neoblíbeným (dr. Emil J. Štaffa, tajemník Obchodního grémia)

24. 10. poučný večer
- Jak žena přesvědčuje muže (dr. Marta Michalová, Státní psychotechnický ústav)
- Jak psát úspěšné dopisy (Václav Poštolka, pražský reklamní poradce)